# Linia kolejowa 1 Budapest – Hegyeshalom – Rajka
Linia kolejowa Budapest – Hegyeshalom – Rajka – główna linia kolejowa na Węgrzech. Jest to linia dwutorowa, w całości zelektryfikowana, sieć jest zasilana napięciem przemiennym 25 kV 50 Hz.

## Historia
Linia została otwarta 24 grudnia 1855 roku.